# Traité fiscal de Patmos
Le Traité fiscal de Patmos est un texte réglementaire de fiscalité byzantine qui se réduit en fait à un seul paragraphe recopié dans le praktikon d'Adam, en 1073, un document fiscal traitant d'un domaine du monastère Saint-Jean de Patmos dans la région de Milet : il reproduit le tarif appliqué à l'occasion de la rédaction de ce document, et se présente comme un texte réglementaire à valeur générale — certaines indications ne s'appliquent pas au domaine concerné. Il pourrait donc s'agir d'un extrait d'un traité fiscal perdu.